# Louise Françoise de Bourbon

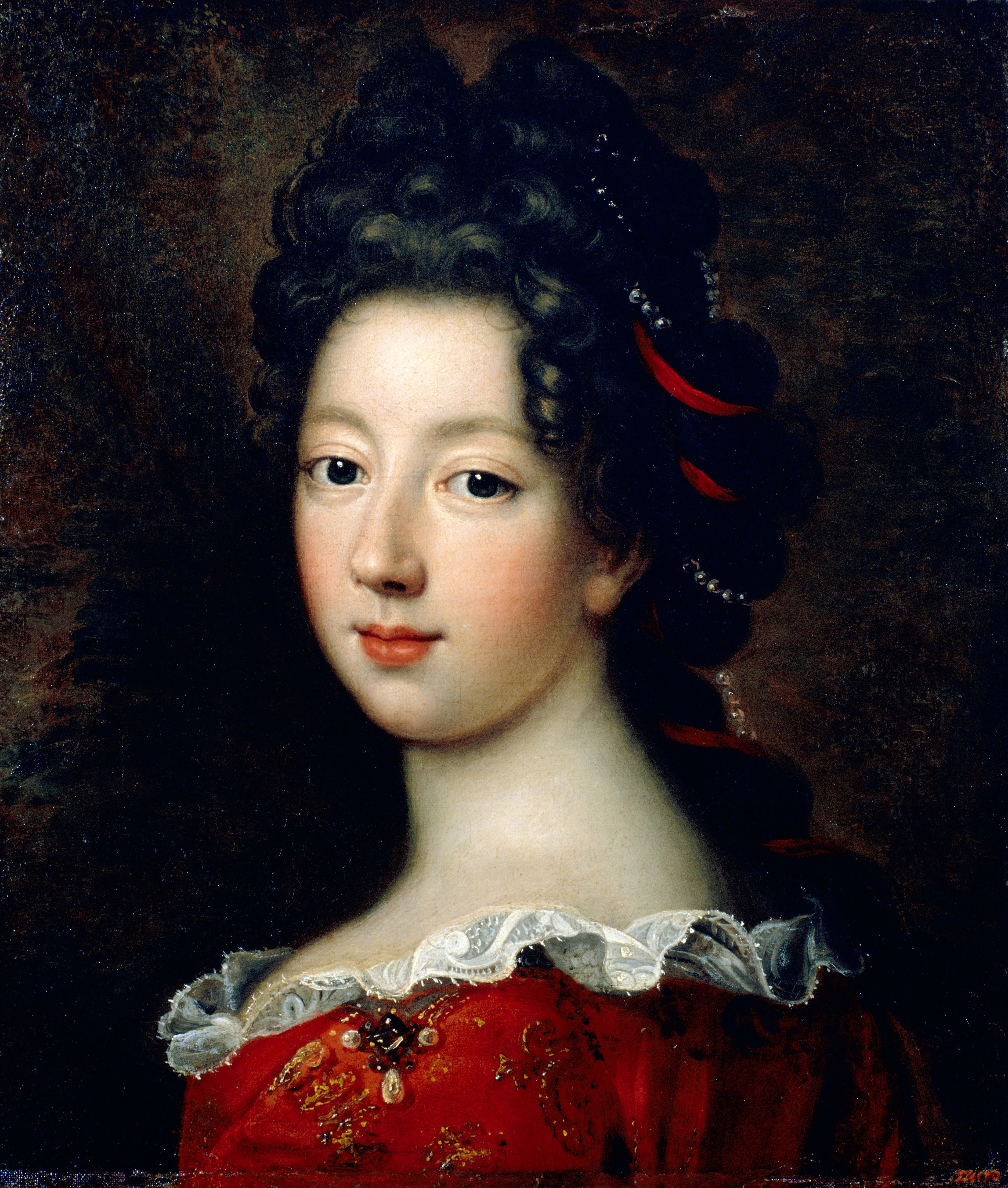
Louise Françoise de Bourbon, Porträt von François de Troy

Louise Françoise de Bourbon (* 1. Juni 1673 in Tournai; † 16. Juni 1743 in Paris), auch Mademoiselle de Nantes genannt, war eine natürliche Tochter König Ludwigs XIV. und durch ihre Heirat mit Louis III. de Bourbon von 1709 bis 1710 Fürstin von Condé.
Louise Françoise wird als schön, charmant und intelligent, aber auch als selbstsüchtig, extravagant und hinterlistig beschrieben. Sie reimte gerne satirische oder schlüpfrige Lieder über ihre Zeitgenossen, darunter ihre Schwestern, den Herzog von Burgund und seine Frau Maria Adelaide von Savoyen, Madame de Maintenon, ihren Ehemann und sogar den König. Dabei wurde oft behauptet, dass sie die Schönheit sowie den Witz und den Esprit ihrer Mutter Françoise-Athénaïs de Rochechouart de Mortemart, marquise de Montespan geerbt hätte.

## Leben

### Kindheit

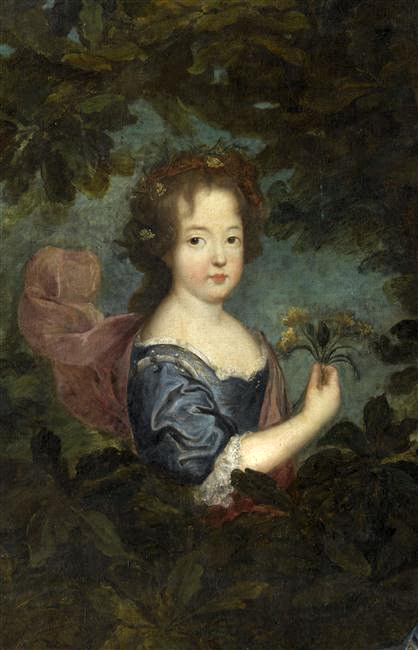
Louise Françoise als Kind

Louise Françoise wurde am 1. Juni 1673 als drittes Kind und erste Tochter König Ludwigs XIV. von Frankreich und seiner Mätresse Madame de Montespan in Tournai geboren. Der Geburtsort resultierte aus dem Fakt, dass sich der gesamte Hof zu jener Zeit auf einer Reise an die flandrische Front befand, wo französische Truppen im Zuge des Holländischen Kriegs die Stadt Maastricht belagerten. Das Kind wurde – wie die beiden älteren Brüder zuvor auch – in die Obhut Madame Scarrons, der späteren Madame de Maintenon, gegeben und wuchs in aller Heimlichkeit weitab vom Hof in einem Hôtel in der Pariser rue de Vaugirard auf. Am 18. Dezember 1673 wurde sie in der Pariser Kirche Saint-Sulpice getauft. Den Namen erhielt sie – nach offizieller Lesart – von ihrer Patin Louise de La Vallière, die vor ihrer Mutter Mätresse des Königs gewesen war. Jedoch ist es augenscheinlich, dass Louise Françoise auch die Namen ihrer beiden Elternteile trug. Männlicher Pate des Kindes war ihr erst drei Jahre alter Bruder Louis Auguste, der am Tag der Taufe von einem örtlichen Priester vertreten wurde. Zwei Tage später legitimierte Ludwig XIV. am 20. Dezember des Jahres seine drei von Madame de Montespan bis dahin geborenen Kinder. Das Edikt nannte jedoch nicht den Namen der Mutter, weil Françoise-Athénaïs mit Louis-Henri de Pardaillan de Gondrin, marquis de Montespan verheiratet war und ihr Ehemann sonst die Vaterschaft hätte für sich reklamieren können. Da die drei Geschwister nun offiziell Kinder des Königs waren, erfolgte Anfang Januar 1674 der Umzug vom anonymen Pariser Hôtel ins Schloss Saint-Germain-en-Laye. Immer dabei war die Gouvernante Madame Scarron. Im Gegensatz zu ihrem ältesten Bruder konnte Poupotte, so Louise Françoises Spitzname, ihre Erzieherin aber nicht leiden. Als ihre jüngere Schwester Louise Marie, genannt Mademoiselle de Tours, im September 1681 unvermittelt starb, war dies ein harter Schlag für die Achtjährige, denn die beiden Mädchen hatten sich sehr nahegestanden. Am Hof galt Louise Françoise als drollig, und man ließ ihr so manche Eigenheit durchgehen. Madame de Caylus beschrieb sie als „eine schöne Katze, die, während man mit ihr spielt, einen die Krallen spüren lässt“ („… elle ressemble à une belle chatte, qui tout en jouant fait sentir ses griffes“).

### Madame la Duchesse

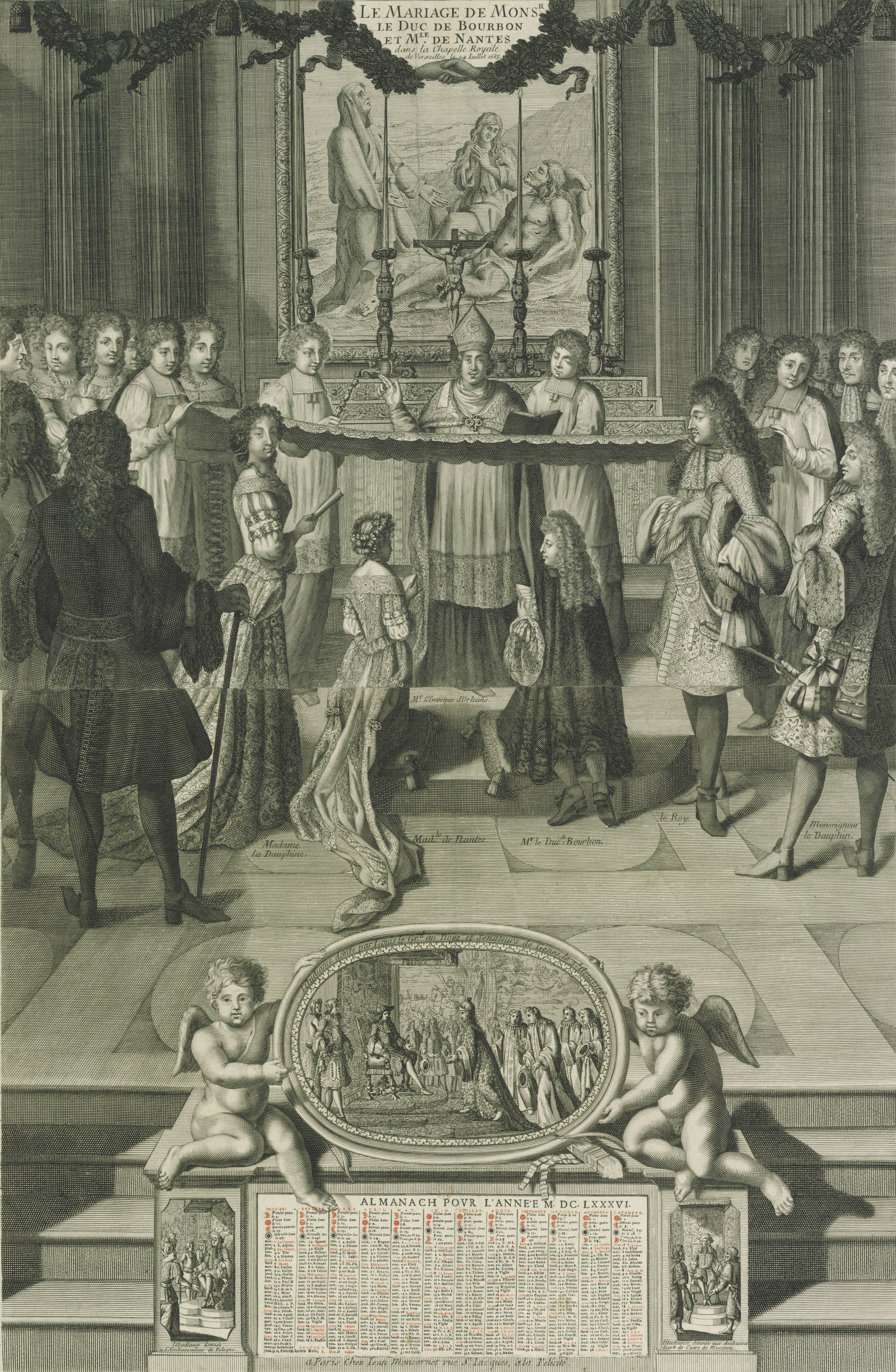
Heirat Louise Françoises mit Louis III. de Bourbon, 1686 veröffentlichter Stich

Im Juni 1684 vereinbarten Ludwig XIV. und der Herzog von Enghien, Henri Jules de Bourbon, ihre beiden Kinder Louise Françoise und Louis miteinander zu vermählen. In Anbetracht des noch kindlichen Alters der Braut wurde diese Absprache jedoch vorerst noch geheim gehalten und erst im April des darauffolgenden Jahres publik gemacht. Die offizielle Verlobung fand am 23. Juli 1685 im Salon des kleinen königlichen Appartements in Versailles in Anwesenheit des gesamten Hofes statt. Anschließend gab es eine Fahrt auf dem Grand Canal im Schlosspark, ein festliches Souper im Trianon und ein abschließendes Feuerwerk. Die Heirat fand mit großem Pomp auf darauffolgenden Tag in der Schlosskapelle von Versailles statt. Ihre Zeremonie wurde von Pierre IV. du Cambout de Coislin, dem Bischof von Orléans, geleitet. Die Braut war zu jener Zeit gerade einmal zwölf Jahre alt, der Bräutigam fünf Jahre älter. Der König zeigte sich spendabel und stattete seine Tochter mit einer Mitgift in Höhe von einer Million Livres aus. Dazu kamen Schmuck im Wert von 100.000 Livres und eine ebenso hohe monatliche Pension für jeden der Brautleute. Das Paar machte während der offiziellen Zeremonie, nach der die beiden für mehrere Monate wieder getrennt wurden, einen derart komischen Eindruck, dass sich Louis-François de Bouchet, marquis de Sourches zu der Äußerung hinreißen ließ, dass die Heirat dieser beiden Marionetten lächerlich wirke.
Madama la Duchesse, so Louise Françoises offizieller Titel seit der Eheschließung, führte in ihrer Jugend ein ausgelassenes und ausschweifendes Leben. Sie spielte gerne und verlor dabei hohe Summen. Bei einer Gelegenheit betrugen ihre Spielschulden zwischen 100.000 und 120.000 Livre, die sie nicht bezahlen konnte. Ihr Vater musste für sie einspringen und die Summe bezahlen. Die Ehe von Louise Françoise mit Louis III. von Bourbon war nicht glücklich. Sie mochte ihren Ehemann nicht, und er vernachlässigte und betrog sie in aller Öffentlichkeit. Der Großvater Louis’ III., der Große Conde, stand der Herzogin wesentlich näher als ihr eigener Mann. Er war es auch, der bei ihr blieb und sie gesundpflegte, als sie im Dezember 1686 bei einem Aufenthalt in Fontainebleau an den Pocken erkrankte. Um das Mädchen stand es derart schlecht, dass die Ärzte sie schon aufgegeben hatten, aber es erholte sich wider Erwarten.
1696 begann Louise Françoise eine kurze Affäre mit dem gutaussehenden Schwager ihres Mannes, François Louis de Bourbon, Fürst von Conti. Unterstützt wurde die Verbindung von ihrem Halbbruder, dem Dauphin Louis, der es den beiden ermöglichte, sich heimlich in seinem Schloss Meudon zu treffen. Die Affäre endete, als Conti nach seiner Wahl zum König von Polen Frankreich 1697 verließ. Es ist jedoch gut möglich, dass er der leibliche Vater von Louise Françoises Tochter Marie Anne de Bourbon war. Als ihr Ehemann von der Liebschaft erfuhr, tobte er innerlich, wagte jedoch keine öffentliche Szene aus Furcht vor seinem königlichen Schwiegervater. Saint-Simon schrieb in seinen Memoiren über Louise Françoise und ihren Liebhaber, dass Conti der einzige Mensch gewesen sei, zu dem die Herzogin ehrlich gewesen sei. Im Gegenzug sei sie die einzige Person gewesen, zu der Conti loyal gewesen sei. Entsprechend schwer traf es Madame la Duchesse, als sie vom Tod Contis im Jahr 1709 erfuhr. Schon zwei Jahre zuvor hatte sie im Mai den Tod der geliebten Mutter verkraften müssen, um die sie auf Anordnung Ludwigs XIV. nicht öffentlich hatte trauern dürfen.

### Madame la Duchesse Douairière

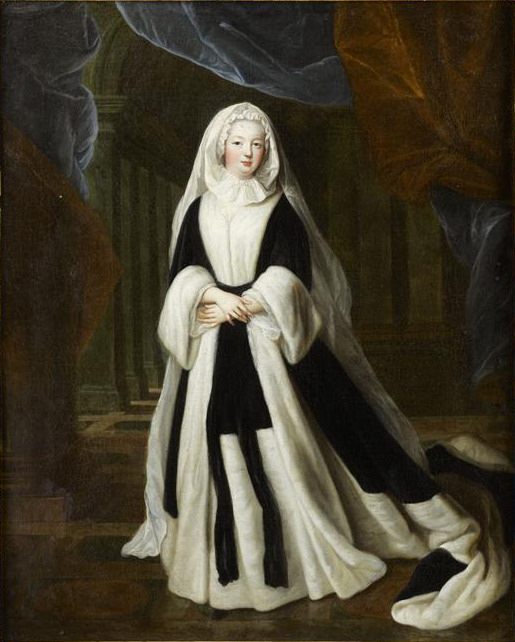
Louise Françoise de Bourbon als Witwe, Gemälde von Pierre Gobert aus dem Jahr 1734

Der Tod Louis’ III. machte Louise Françoise im März 1710 zur Witwe. In der Folgezeit war sie Mittelpunkt des gesellschaftlichen Lebens am Hof ihres Vaters in Versailles und gehörte zum engsten Freundeskreis des Dauphins. Ständig kämpfte sie mit ihrer jüngeren Schwester Françoise Marie um die Vormachtstellung am Hofe, denn diese hatte 1692 Philippe II. de Bourbon, den Herzog von Orléans, geheiratet und ihre ältere Schwester damit in der Rangfolge überflügelt. Die Rivalität zwischen den zwei Frauen machte sich häufig in Eifersuchtsszenen bemerkbar, Intrigen gegeneinander waren nahezu an der Tagesordnung. So plante Madame la Duchesse Douairière, wie sie nun genannt wurde, ihre Tochter Louise Elisabeth mit dem jüngeren Sohn des Dauphins, Charles de Berry, zu verheiraten, um so nach dem Ableben des Königs über dessen voraussichtlichen Nachfolger, ihren als leicht beeinflussbar geltenden Halbbruder, Macht zu erhalten und an der Regierung beteiligt zu werden. Als willkommener Nebeneffekt wäre die von ihr gehasste Familie Orléans dabei von der Regierungsgewalt ausgeschlossen worden. Doch die ihrer Schwester, der Herzogin von Orléans, nahe stehende Herzogin Maria Adelaide von Burgund, Gemahlin des ältesten Sohnes des Dauphins, setzte beim König durch, dass nicht Louise Elisabeth, sondern Marie Louise Élisabeth, Tochter der verhassten jüngeren Schwester, den Sohn des Thronfolgers heiratete. Anstatt dessen ehelichte Louise Elisabeth am 9. Juli 1713 Louis Armand II. de Bourbon, den Fürsten von Conti, Sohn von Louise Françoises einstigem Liebhaber François Louis de Bourbon. Zeitgleich heiratete Louise Elisabeths älterer Bruder Louis Henri Louis Armands Schwester Marie Anne. Louise Françoise hatte zuvor vergeblich versucht, diese Doppelhochzeit zu verhindern, hatte sich aber schließlich dem Willen ihres königlichen Vaters beugen müssen.

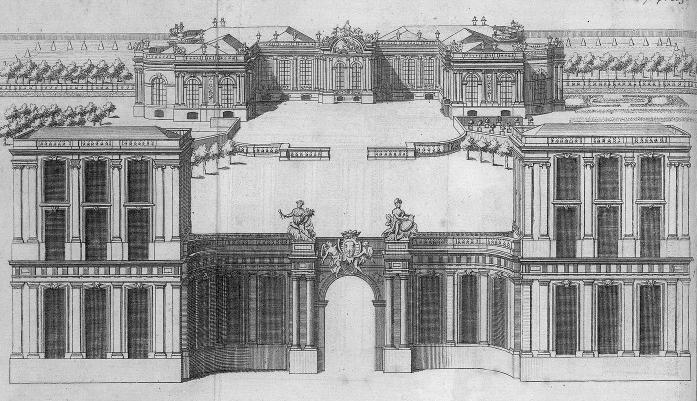
Das Palais Bourbon (um 1730)

Seit 1711 unterhielt die verwitwete Herzogin eine Liebesbeziehung mit Léon de Madaillant de Lesparre, dem Marquis de Lassay. Dieser ließ sich direkt neben Louise Françoises Palais Bourbon, das sie in der Zeit von 1722 bis 1728 hatte errichten lassen, mit dem Hôtel de Lassay ein eigenes Palais bauen. Später ließ das Paar die beiden Gebäude durch eine Galerie miteinander verbinden. Mit Ludwig XV., dem Enkel ihres Halbbruders und Nachfolger ihres Vaters, verband Louise Françoise ein freundschaftliches Verhältnis, auch wenn sie keinerlei Anteil an seiner Regierung hatte. 1737 wurde sie sogar die Taufpatin von Ludwigs ältestem Sohn Louis Ferdinand. Sie starb 1743 im Alter von 70 Jahren in ihrem Palais Bourbon.

## Nachkommen
Obwohl die Ehe von Louise Françoise und Louis III. de Bourbon nicht glücklich war, gingen aus ihr neun Kinder hervor:
1. Marie Gabrielle Éléonore (* 22. Dezember 1690; † 28. August 1760),  Mademoiselle de Bourbon genannt, trat am 20. Mai 1706 in die Abtei Fontevrault ein und starb als Äbtissin der Abtei Saint-Antoine-des-Champs in Paris
2. Louis Henri (18. August 1692; † 1740), Großhofmeister des königlichen Hauses, Präsident des Regentschaftsrates während der Minderjährigkeit Ludwigs XV. und später dessen Premierminister; ⚭ am 9. Juli 1713 Marie Anne de Bourbon-Conti
3. Louise Elisabeth (* 22. November 1693; † 28. Mai 1775), Mademoiselle de Charolais, später Mademoiselle de Bourbon genannt, ⚭ am 9. Juli 1713 Louis Armand II. de Bourbon, Fürst von Conti
4. Louise Anne (* 23. Juni 1695; † 8. April 1758), Mademoiselle de Sens, später Mademoiselle de Charolais genannt
5. Marie Anne (* 16. Oktober 1697; † 11. August 1741), Mademoiselle de Clermont genannt, wurde 1725 Oberhofmeisterin, ⚭ heimlich 1719 Louis II. de Melun, Herzog von Joyeuse
6. Charles (19. Juni 1700; † 23. Juli 1760), Gouverneur von Touraine und Mitglied des Regentschaftsrates während der Minderjährigkeit Ludwigs XV.
7. Henriette Louise (* 15. Januar 1703; † 19. September 1772), Mademoiselle de Vermandois, Äbtissin von Beaumont-les-Tours
8. Elisabeth Alexandrine (* 15. September 1705; 13. April 1765), Mademoiselle de Gex, später Mademoiselle de Sens genannt
9. Louis (* 15. Juni 1709; † 16. Juni 1771), Kirchenmann, General und Libertin; Oberbefehlshaber der Rheinarmee im Siebenjährigen Krieg